# Keep Britain Tidy
Financé par le gouvernement, Keep Britain Tidy est un organisme caritatif environnemental britannique qui lança la campagne de propreté du même nom. La principale cible de ses campagnes concerne la gestion, à la source, des détritus jetés et abandonnés à même le sol. Elle décrit sa mission comme étant « ...de créer une action efficace de nos groupes afin d'accéder à une amélioration durable de la qualité de l'environnement local et réduire le comportement antisocial ». Le siège de l'organisme se trouve à Wigan, dans le Grand Manchester.
L'expression « Keep Britain Tidy » fut utilisée comme slogan pendant près de cinquante ans.

## Histoire
À l'origine, Keep Britain Tidy est née en 1955, à l'occasion d'une conférence regroupant 26 organismes. Cette conférence avait été lancée par le British Women's Institute à la suite d'une résolution prise à l'initiative de sa Présidente de l'époque, Elizabeth Irving, à l'occasion de l'assemblée générale annuelle de 1954, afin de démarrer une campagne anti-déchets.
En 1984, Keep Britain Tidy devint une société anonyme puis, trois ans plus tard, le Tidy Britain Group.  
En 2002, il changea de nom une fois de plus, devenant l'ENCAMS, raccourci de ENvironmental CAMpaignS (« campagnes environnementales »). Ceci reflétait le fait que la campagne ne se concentrait plus sur les détritus uniquement, mais s'étendait au problème de la propreté des plages et au programme des Eco-Schools (en).
En 2006, l'ENCAMS fut décentralisé et concentra dès lors son travail sur l'Angleterre uniquement.
En juin 2009, la campagne reprit son nom d'origine Keep Britain Tidy, introduisant un nouveau logo mettant en évidence le IT de BRITAIN qui permettait de lire Keep It Tidy tout autant que Keep Britain Tidy. Le logo du Tidyman (L'homme propre) est toujours utilisé dans les campagnes publiques au côté de slogans tels que Let's keep it tidy ! (Gardons cet endroit propre !) et Help keep it tidy ! (Contribuez à garder cet endroit propre !).
Après avoir collaboré ensemble une année entière, Keep Britain Tidy fusionna en 2011 avec l'organisme caritatif environnemental Waste Watch. Les deux noms furent conservés, Keep Britain Tidy devenant le nom commercial.

## Autres campagnes
Keep Britain Tidy gère le programme des Eco-Schools ainsi que la campagne Blue Flag beach en Angleterre. Keep Britain Tidy géra aussi les campagnes Keep Scotland Beautiful, Keep Wales Tidy et TIDY Northern Ireland jusqu'en avril 2009, date à laquelle celles-ci passèrent sous la responsabilité des organismes leur étant respectivement dévolus. Les Eco-Schools, tout comme les programmes Blue Flag du Pays de Galles, d'Irlande du Nord, et d'Écosse sont maintenant gérés indépendamment par ces organismes décentralisés. Keep Britain Tidy est l'un des soutiens de The Big Tree Plant lancé en décembre 2010, promouvant la plantation d'ici 2015 d'un million d'arbres principalement dans les zones urbaines à forte densité de population,. Keep Britain Tidy est aussi associé, avec d'autres partenaires locaux, à une étude de la campagne Clever Bins (en) portant sur l'ensemble du Royaume-Uni. L'étude dura tout au long de l'année 2011.